# Jishu (ort)
Jishu är en ort i Kina. Den ligger i provinsen Jilin, i den nordöstra delen av landet, omkring 140 kilometer öster om provinshuvudstaden Changchun. Antalet invånare är 103 988.
Runt Jishu är det ganska tätbefolkat, med 72 invånare per kvadratkilometer. Jishu är det största samhället i trakten. Omgivningarna runt Jishu är en mosaik av jordbruksmark och naturlig växtlighet.
Genomsnittlig årsnederbörd är 904 millimeter. Den regnigaste månaden är juli, med i genomsnitt 211 mm nederbörd, och den torraste är januari, med 9 mm nederbörd.